# Lindernia acicularis
Lindernia acicularis é uma espécie botânica do gênero Lindernia pertencente à família Linderniaceae.